# Flumotion
Flumotion Services, S.A è un'impresa spagnola con sede a Barcellona che ha sviluppato una piattaforma di streaming multimediale multiformato per pubblicare contenuti audio e video via internet.
Appartiene al gruppo di servizi multimediali Fluendo, la quale fu coinvolta nella creazione del framewotk multimediale GStreamer.
La piattaforma di streaming Flumotion è una CDN che supporta tutti i formati più diffusi come Windows Media, Mp3 o Flash, ma anche gli standard aperti  Ogg Vorbis / Ogg Theora.
Inoltre, può raggiungere tutte le tipologie di utenti di internet a prescindere dal loro sistema operativo.
La piattaforma è basata sul framework GStreamer, scritta in linguaggio C.
Flumotion fornisce anche un package di base per il suo Server Streaming sotto licenza GPL.
Il Server di Streaming Avanzato deve invece essere acquistato.
Tra i clienti di Flumotion si annoverano: Cuatro, RTVE, Antena 3 e CB News.